# 남와구거
남와구거(南窩舊居)는 경상북도 고령군 우곡면 도진3길 17에 있는 조선시대의 건축물이다. 2012년 8월 1일 고령군의 향토문화유산 제8호로 지정되었다.

## 지정 사유
남와구거는 남와 박민국이 1815년 서재 겸 사랑채로 건립한 건물에 안채, 사당, 부속건물이 부가된 남부지방 살림집 형태를 취하고 있으며, 안채와 사랑채, 서당 등의 평면 및 구조는 건립당시의 건축적 특징이 잘남아 있어 문화재적 가치가 높다.